# Киликийские Ворота
Килики́йские Воро́та, или Кюлек-Богазы (тур. Gülek Boğazı; в некоторых источниках тур. Külek Boğazı) — горный проход между хребтами Болкар и Аладаглар в Таврских горах на юге Турции, соединяющий внутренние районы страны, расположенные на Анатолийском плоскогорье, с приморской низменностью Чукурова на побережье Средиземного моря. Известен с древнейших времён как наиболее удобный путь из Малой Азии в Сирию; сохранились сведения, что им пользовались войска Александра Македонского и объединённые силы крестоносцев во времена первого крестового похода 1096—1099 годов.

## Общее описание
Представляет из себя сквозной узкий каньон реки Чакыт глубиной до 1800 метров, длиной около 70 км и шириной 0,1—2 км (в некоторых теснинах 10—20 м). Склоны окружающих гор крутые и обрывистые с уклоном 20—35°, достигают 1200—2300 метров абсолютной высоты, покрыты хвойными (сосновыми) и смешанными лесами. Глубина реки Чакыт в проходе до 1 метра, ширина до 10 метров, дно каменистое, скорость течения 1,5—3,0 метра в секунду. В сезон таяния снегов (с марта по май) уровень воды повышается на 2—3 метра.

## Транспортная инфраструктура
Вдоль прохода проложены автомобильная и железнодорожная магистрали, связывающие Стамбул с Багдадом. Железнодорожные пути располагаются на дне и на узких карнизах каньона, проходя через многочисленные туннели, которых насчитывается около 80. Асфальтированная автомобильная трасса E5 входит в систему европейских магистралей и имеет ширину проезжей части около 7—9 метров. В северной части Киликийских Ворот автодорога проведена рядом с железнодорожным полотном вплоть до населённого пункта Позанты, однако к югу она идёт через перевал Гюлек (1275 метров) по ущелью Кюлек и отклоняется от железной дороги к западу примерно на 15 км.

## История

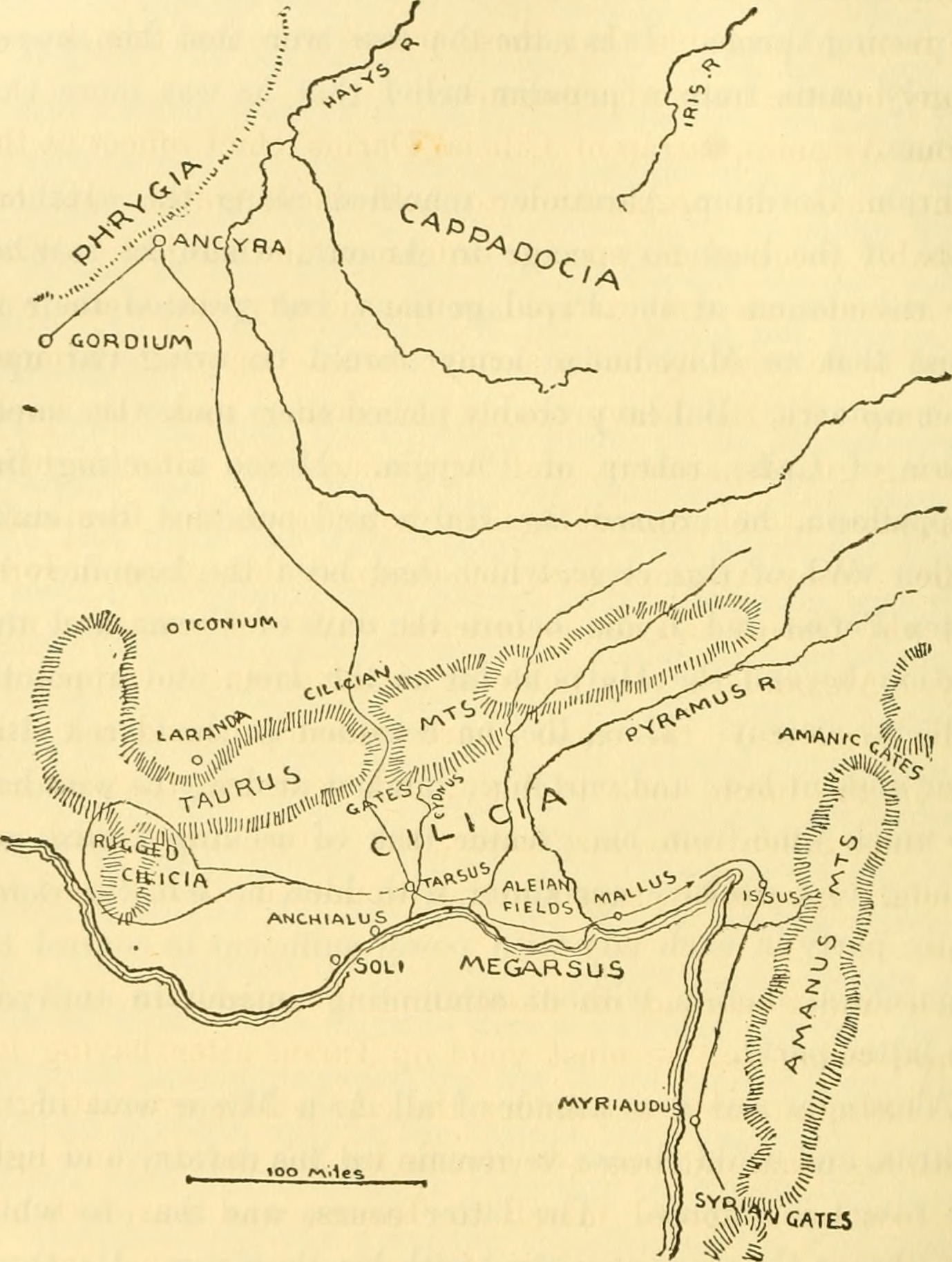
Карта завоевательных походов Александра Македонского в Малой Азии с маршрутом через Киликийские Ворота (XIX век)

На севере и западе Киликии проходит Киликийский Тавр, отдельные вершины которого достигают 3500 метров высоты. Эта преграда отделяют этот регион от других малоазиатских областей и является её естественной защитой с севера и запада. Отроги Антитавра прикрывают Киликию с северо-востока, а горы Аманского хребта отделяют Киликию от Сирии на юго-востоке. Таким образом, доступ в Киликию с суши, со стороны соседних стран, возможен только через некоторые горные проходы и «Киликийские ворота» являются наиболее удобным проходом Киликийского Тавра из Каппадокии в Киликию.
Укрепления холма Юмуктепе (современный Мерсин), который охранял Аданскую сторону ворот, датируются 4500 годами до н. э., и он считается одним из старейших укреплённых поселений в мире.
Во время Ахеменидов здесь проходила так называемая «царская дорога» из Суз в Сарды. По свидетельству Ксенофонта, летом 401 года до н. э. Кир Младший, направляясь в Вавилон, проходил здесь со своими Десятью Тысячами. Этой же дорогой вёл армию Александр Македонский — в 333 году до н. э., после битвы при Гранике.
В римскую эпоху Киликийские ворота являлись местом, где сходились римские дороги Малой Азии.
Согласно Библии, святые Павел и Сила прошли этим путём, путешествуя по Сирии и Киликии.
В период арабо-византийских войн, когда граница между христианским и мусульманским мирами проходила в горах Тавра, горный проход достигал ширины всего несколько метров и являлся единственным путем из находящейся под контролем арабов Киликии в византийскую Каппадокию и, как и в другие эпохи, являлся одним из основных караванных путей.
Отряды крестоносцев тоже были вынуждены преодолевать этот перевал на своем пути из Константинополя в Малую Азию.
К юго-западу, на горе над этим ущельем нависают стены древней крепости Гюлек (арм. Гуглак Kuklak; араб. Kawlāk), древнее укрепление, сохранившее свидетельства византийского и арабского периодов владычества, но в основном это армянское сооружение XII—XIII веков. В непосредственной близости от ворот находится форт, построенный в 1830-х годах по поручению Ибрагима-паши Египетского во время его сирийской кампании против османов.
Когда немецкие инженеры взялись за реализацию проекта Багдадской железной дороги между Стамбулом и Багдадом, то поняли, что не способны проложить путь по крутым, узким и извилистым дорогам древности. Ряд виадуков и туннелей, которые они построили, дабы обойти эту проблему, являются одним из чудес железнодорожной техники; этот маршрут следует по старой вторичной дороге к юго-востоку от Позанты, ниже Анашда Даги с его средневековой армянской крепостью. Железная дорога была открыта в 1918 году; узкоколейная рабочая линия перемещала османские войска и военные материалы к месопотамскому театру военных действий в последние месяцы Первой мировой войны.